# Adrien Noterdaem
Adrien Noterdaem, connu sous le pseudonyme de ADN, né le 23 novembre 1976 à Ixelles (province du Brabant), est un artiste, illustrateur, directeur artistique et auteur de bande dessinée belge.

## Biographie
Adrien Noterdaem naît le 23 novembre 1976 à Ixelles,. 
Il est fan de séries télévisées et surtout de la série Les Simpson de Matt Groening,. 
Il étudie la bande dessinée à l'Institut Saint-Luc de Bruxelles pendant trois ans.
Il se choisit le pseudonyme ADN : « pour les lettres de mon nom, mais aussi parce que ce sont les trois lettres que j’utilisais comme pseudo sur les bornes d’arcade de jeu vidéo, où j’ai battu quelques records et surtout laissé pas mal de sous. »
En 1999, à l'occasion des 10 ans de Canal+, il réalise l'illustration de l'agenda 1999-2000 aux côtés de Frédéric Jannin.
Directeur artistique dans une agence de communication à Bruxelles le jour et créateur d'innombrables illustrations et comics pour des magazines et des sites internet le reste du temps. Sa série Simpsonized dans laquelle il transforme des tas de références de cinéma et séries télévisées en personnages des Simpson. Passionné par Apple, il rend hommage à son créateur Steve Jobs.
En 2010, il contribue comme créateur graphique des personnages du long métrage d'animation Le Voyage extraordinaire de Samy du réalisateur Ben Stassen,.  
En 2013, ses dessins commencent à faire le tour du web. Ses Simpsonisations, à savoir la réinterprétation, sous les traits des célèbres bonshommes jaunes bientôt trentenaires, Adrien ne les a commencées qu’il y a peu. « La caricature, c’est un art particulièrement difficile. Il faut capter une posture, une attitude, des traits. Complexe, surtout pour les filles. En fait, pour faire une bonne caricature, l’idéal est de connaître la personne. C’est pour cette raison que les caricatures de Montmartre sont toujours moches et sans âme : ils n’ont pas le temps de capter la matière. » Selon Kurier, c'est tout le monde de la pop en jaune. Le Huffpost relève ses dessins des stars Daft Punk, Justice, Psy, Paris Hilton. Quant à Rolling Stone Germany, il pointe la simpsonisation des séries Breaking Bad et Game of Thrones,,. Et le magazine Femmes d'aujourd'hui ajoute Dr House. Il confie à Wired qu'un des meilleurs comics qu'il ait jamais lu est The Walking Dead de Robert Kirkman. La chaîne de télévision espagnole Antena 3 fait l'écho de la simpsonisation de la série.
En 2014, il réalise sa première exposition au centre culturel d'Uccle,. La même année, il réalise une toile représentant les intervenants du grand final de la soirée de clôture de l'opération caritative Télévie sous l’apparence de Simpson. À l'occasion du 25e anniversaire du programme, il s'associe au site d'actualité sportive Bleacher Report pour représenter neuf des plus grandes stars de la NFL comme personnages de la série. 
Au concours de la mini-entreprise une organisation de L’ASBL Les Jeunes Entreprises (LJE) qui vise à promouvoir l’esprit d’entreprise auprès des jeunes de l’enseignement secondaire supérieur. Yellow People sort vainqueur de l'édition 2013-2014 qui rassemble pas moins de 250 mini-entreprises et près de 2 600 élèves bruxellois et wallons. L’originalité de son produit séduit le jury composé d’entrepreneurs et chefs d’entreprise. Il s’agit de T-shirts qui mettent à l’honneur quelques Belges célèbres dont Stromae, Bart De Wever, Elio Di Rupo et les Diables Rouges, dessinées par l’artiste Adrien Noterdaem en 2014.
En 2015, il métamorphose tous les héros de l'univers Marvel et de Star Wars.
En 2015, dans l'émission Snooze de la chaîne de télévision Tipik de la RTBF, il reçoit le label Snooze attribué à un inventeur, un dessinateur, un styliste, un entrepreneur, un cuisinier... La même année, il réalise encore l'illustration de la couverture du troisième album de bande dessinée de la série L'Atelier Mastodonte publié aux éditions Dupuis dont les auteurs sont représentés dans une version "Simpsonisée". 
Les quotidiens espagnols Mundo Deportivo et l'As, le journal argentin Clarín ainsi que la chaîne de télévision colombienne RCN Televisión commentent la simpsonisation de la série La casa de papel,,,.
En 2020, Le Soir Mag relève le compte Instagram « adnz_bricks » qui publie depuis une dizaine de jours des photos de divers lieux bruxellois en version Lego, un projet prometteur dans ses prémices. Il s’agit pour la plupart du travail 3D virtuel qui sert à anticiper ce que donnera le futur montage en briques dont l’intention de l’illustrateur est claire : recréer Bruxelles en briques.
Il réalise également différentes pochettes d'albums et CD ainsi que des affiches de films alternatives. En 2023, il réalise l'affiche du Waterloo Historical Film Festival qui célèbre l'histoire à travers le cinéma.

### Vie privée
Il vit et travaille à Bruxelles.

## Œuvre

### Filmographie
- 2010 : Le Voyage extraordinaire de Samy[8],[9], character designer, long métrage d'animation de Ben Stassen.

### Publications

#### Illustration
- Nathalie Masset (dir), Frédéric Jannin (ill) et Michel De Backer (ill), 10 ans Canal+ : agenda 1999-2000, Bruxelles, Canal+, 1999, n.p., ill. ; 23 cm (OCLC 1400424464)

#### Albums de bande dessinée
- 3. L'Atelier Mastodonte[27], Dupuis, Marcinelle, 2015
Scénario, dessin et couleurs : collectif -  (ISBN 9782800163505),Contribution : réalisation de la couverture de l'étui. Les auteurs sont représentés dans une version "Simpsonisée".

#### Périodiques
- S.P., « Les "Simpsonizés", une surprise de taille », Wolvendael, no 597,‎ mars 2014, p. 15 (lire en ligne, consulté le 7 mai 2024).

#### Articles
- Julien Helmlinger, « Adrien Noterdaem croque les peoples à la sauce Simpson », ActuaLitté,‎ 15 juin 2013 (lire en ligne, consulté le 7 mai 2024).
- (en) Amanda Kooser, « Game of Thrones' goes 'Simpsons'-style (pictures) », CNET,‎ 8 juillet 2013 (lire en ligne, consulté le 7 mai 2024).
- Gery Brusselmans, « Adrien Noterdaem simpsonise les stars », Le Soir,‎ 19 juillet 2013, p. 39
- Michel Royer, « Famille Royale version Simpson », La Capitale,‎ 20 juillet 2013, p. 6
- (nl) Joost Freys, « Belgische tekenaar oogst wereldwijd succes met eigen 'Simpsons'-figuurtjes », Het Laatste Nieuws,‎ 10 août 2013.
- (en) Danny Walker, « Breaking Bad Characters 'Simpsonized' by Adrien Noterdaem », The Daily Mirror,‎ 11 octobre 2013 (lire en ligne, consulté le 7 mai 2024).
- (en) « Breaking Bad and Game of Thrones Characters Redrawn as Simpsons by Adrien Noterdaem », Hypebeast,‎ octobre 2013 (lire en ligne, consulté le 7 mai 2024).
- « Eden Hazard n'apparaîtra pas dans les Simpsons », L'Avenir,‎ 28 février 2014 (lire en ligne , consulté le 7 mai 2024).
- (es) « Ilustración : Todos, como Los Simpson », La Nación,‎ 26 août 2014 (lire en ligne, consulté le 7 mai 2024).
- Charles Napoux, « La Casa de Papel: les personnages en mode Simpson », Ouest-France en partenariat avec MCE TV,‎ 22 mai 2018 (lire en ligne, consulté le 7 mai 2024).

#### Interviews
- (en) Adrien Noterdaem (interviewé), « Interview : Adrien Noterdaem - Best... Cartoonist... Ever... », GeekeWL,‎ 29 janvier 2014 (lire en ligne, consulté le 7 mai 2024).
- Adrien Noterdaem (interviewé par Tequi), « When Tequi met ADN… Simpsonized & Interview », Smells like chick spirit,‎ 1er juillet 2014 (lire en ligne, consulté le 7 mai 2024).
- (en) Adrien Noterdaem (interviewé), « Your favorite characters "Simpsonized" », CBS News,‎ 20 juin 2015 (lire en ligne, consulté le 7 mai 2024).

### Vidéographie
- [vidéo] « ADNZ sur YouTube », sur YouTube